# Pírcing Triangle
El pírcing triangle és un tipus de pírcing genital femení. El pírcing passa horitzontalment d'un costat a un altre, molt profundament, per sota de la base del teixit del prepuci clitorial, on es troba amb els llavis menors i sota del clítoris.
El nom deriva del teixit on els llavis es troben amb el prepuci clitorial, que es veu com un triangle quan es comprimeix.
Es diu que aquest pírcing genital és el més dolorós perquè passa per molts teixits i, per tant, per molts nervis. No és possible fer-lo a moltes dones, ja que requereix que el prepuci clitorial surti del cos a una distància suficient perquè es pugui ficar la joia, cosa que és poc freqüent.

## Història
El pírcing triangle és relativament jove. La idea d'aquest pírcing prové de Lou Duff, cofundador de l'estudi de pírcing Gauntlet.
Va ser fet per primera vegada el 1991 per Elayne Angel, i es va publicar per primera vegada a principis dels anys noranta a la revista trimestral PFIQ (Piercing Fans International Quarterly).

## Realització

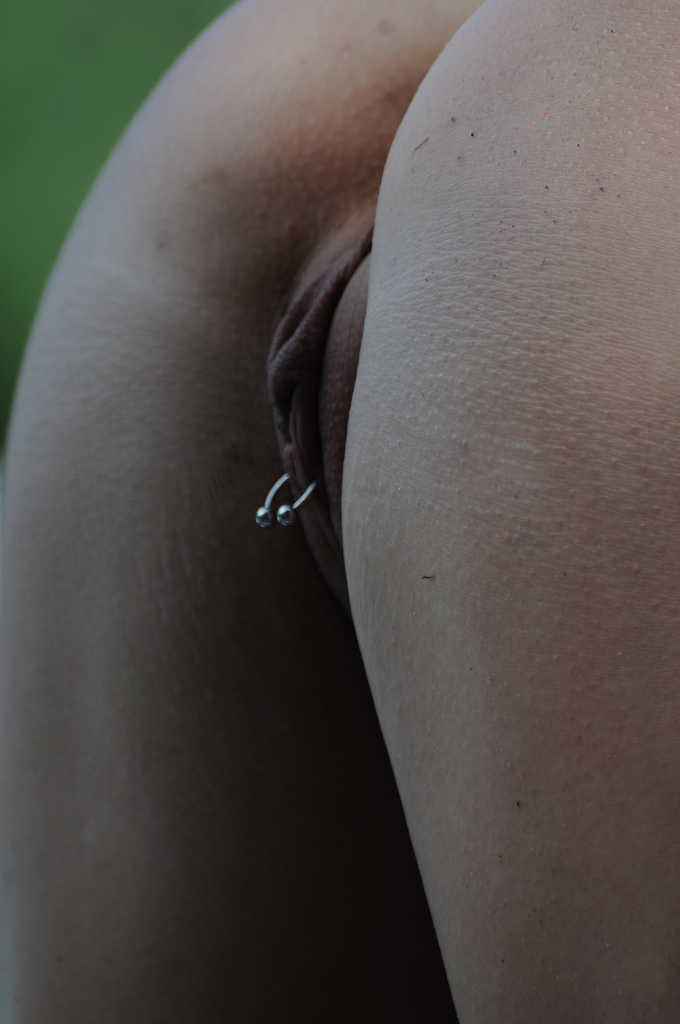
Pírcing triangle

El pírcing és relativament difícil de realitzar en comparació amb altres pírcings genitals. Es realitza per sobre del clítoris, perforant horitzontalment el prepuci clitorial. Es fa una perforació molt profunda i llarga. En conseqüència, un pírcing triangle només s'ha de fer per professionals del pírcing (pircers) experimentats.
Només es pot fer aquest pírcing a dones que compleixen certes condicions anatòmiques. Concretament, això significa que per sota del clítoris, ha d'existir el teixit necessari perquè hi hagi prou espai per a la joieria. El lloc per on ha de travessar la joia ha de ser tan pronunciat que es pugui comprimir amb el dit polze i el dit índex. Amb llavis majors molt pronunciats, el pírcing pot ser incòmode sota la roba, ja que es pot retorçar i semblar esmolat.
Si existeixen dubtes sobre la realització d'aquest pírcing, en última instància es pot aclarir en una discussió preliminar amb el professional del pírcing.

## Estimulació
Sovint, es descriu el pírcing triangle com «molt agradable». Malgrat que és més difícil de fer que el pírcing Isabella, el pírcing triangle és l'únic pírcing que pot estimular la part del darrere del clítoris, tot i que no passa pel clítoris o l'eix del clítoris i, per tant, hi ha la possibilitat d'augmentar l'estimulació sexual.